# State Farm Classic 2009
State Farm Classic 2009 – 34. edycja turnieju State Farm Classic, która odbyła się w dniach 4-7 czerwca 2009 na polu golfowym Panther Creek Country Club w Springfield, Illinois, USA.
Zawodniczki walczyły o nagrody z puli 1,7 mln USD, z czego 255.000 przeznaczono dla zwyciężczyni. W 2009 tytuł wywalczyła Kim In-kyung z Korei Południowej.

## Karta pola
| Dołek   | Dołek | 1   | 2   | 3   | 4   | 5   | 6   | 7   | 8   | 9   | Out  | 10  | 11  | 12  | 13  | 14  | 15  | 16  | 17  | 18  | In   | Suma |
| ------- | ----- | --- | --- | --- | --- | --- | --- | --- | --- | --- | ---- | --- | --- | --- | --- | --- | --- | --- | --- | --- | ---- | ---- |
| Par     | Par   | 5   | 3   | 4   | 4   | 3   | 5   | 4   | 4   | 4   | 36   | 4   | 4   | 4   | 5   | 3   | 4   | 5   | 3   | 4   | 36   | 72   |
| Długość | yd    | 520 | 146 | 410 | 387 | 168 | 494 | 402 | 375 | 428 | 3330 | 399 | 379 | 392 | 572 | 179 | 424 | 476 | 185 | 410 | 3416 | 6746 |
| Długość | m     | 475 | 134 | 375 | 354 | 154 | 452 | 368 | 343 | 391 | 3045 | 365 | 347 | 358 | 523 | 164 | 388 | 435 | 169 | 375 | 3124 | 6169 |

## Uczestniczki
W turnieju przewidziano miejsce dla 143 golfistek zawodowych i jednej amatorki (Candace Schepperle). Spośród profesjonalistek dwa miejsca przyznano w wyniku kwalifikacji, a wywalczyły je Carri Wood (71) i Yang Young-a (72).

## Przebieg

### Dzień 1.

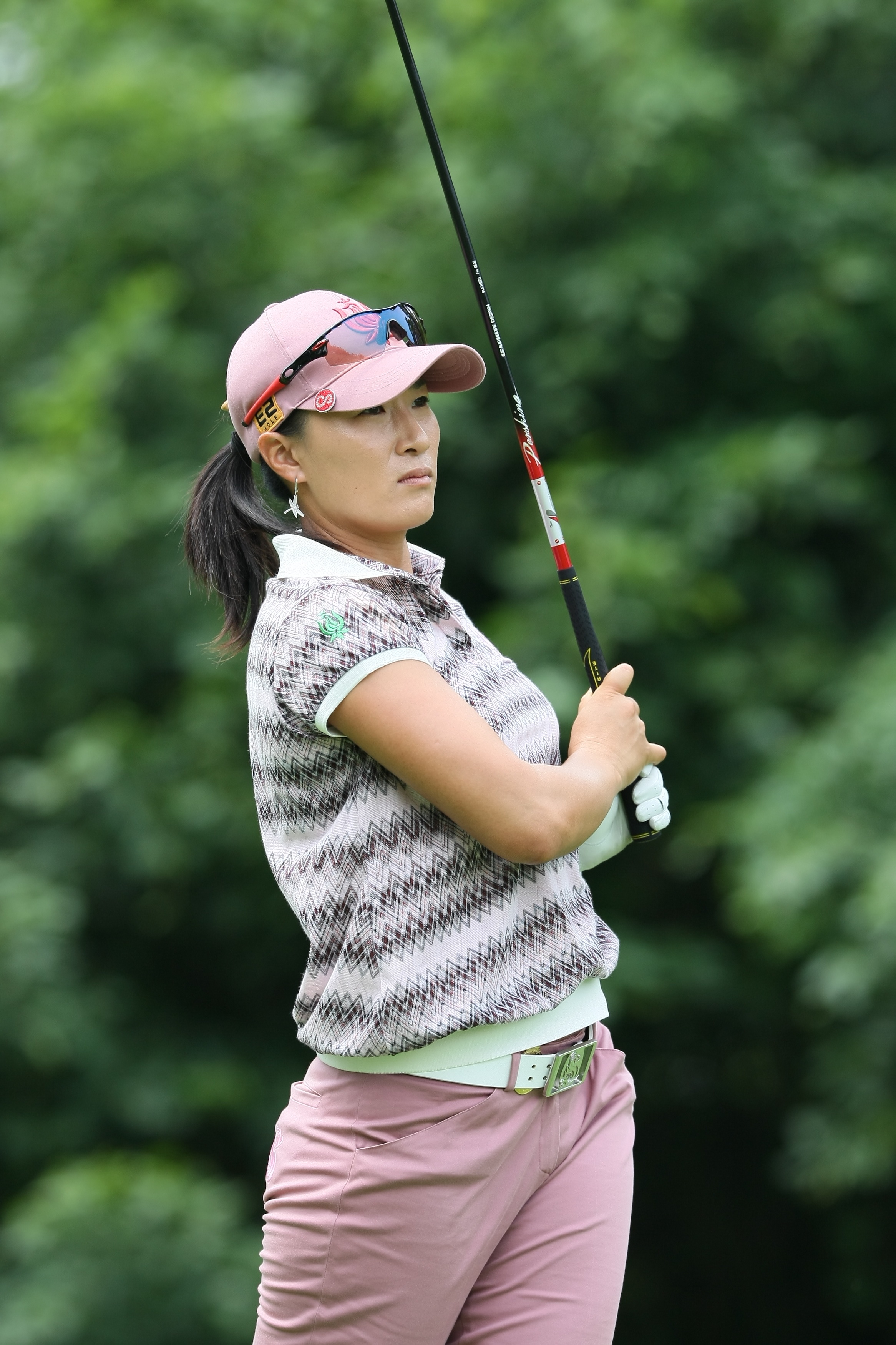
Pak Se-ri

Po pierwszym dniu na szczycie tabeli znajdowały się dwie Koreanki: członek World Golf Hall of Fame Pak Se-ri oraz Lee Jee-young. Obie zagrały rundę w 66 uderzeniach (-6).
Na trzecim miejscu z wynikiem o jedno uderzenie słabszym znalazła się Kris Tamulis. Broniąca tytułu Oh Ji-young z wynikiem 74 miała 8 uderzeń straty.
Podczas pierwszej rundy trafiono jedno hole-in-one. Dokonała tego Mollie Fankhauser na dołku nr 2. – był to jej pierwszy as w karierze zawodowej.
Najłatwiejszym dołkiem był dołek 16, par 5, dla którego średnia uderzeń była o 0,54 niższa od normy. Najtrudniejszym z kolei był dołek nr 9 (par 4) gdzie średni wynik to 4,41 uderzenia.
| Miejsce | Zawodniczka      | Rundy | Wynik |
| ------- | ---------------- | ----- | ----- |
| 1=      | Lee Jee-young    | 66    | -6    |
| 1=      | Pak Se-ri        | 66    | -6    |
| 3       | Kris Tamulis     | 67    | -5    |
| 4=      | Anja Monke       | 68    | -4    |
| 4=      | Natalie Gulbis   | 68    | -4    |
| 4=      | Suzann Pettersen | 68    | -4    |

| Dołek   | 1    | 2    | 3    | 4    | 5    | 6    | 7    | 8    | 9    | 10   | 11   | 12   | 13   | 14   | 15   | 16   | 17   | 18   | Suma  |
| ------- | ---- | ---- | ---- | ---- | ---- | ---- | ---- | ---- | ---- | ---- | ---- | ---- | ---- | ---- | ---- | ---- | ---- | ---- | ----- |
| Par     | 5    | 3    | 4    | 4    | 3    | 5    | 4    | 4    | 4    | 4    | 4    | 4    | 5    | 3    | 4    | 5    | 3    | 4    | 72    |
| Średnia | 4,88 | 2,90 | 4,01 | 3,94 | 2,87 | 4,65 | 4,10 | 4,19 | 4,41 | 4,04 | 3,97 | 4,03 | 4,92 | 3,12 | 4,18 | 4,46 | 2,89 | 4,19 | 71,41 |

### Dzień 2.

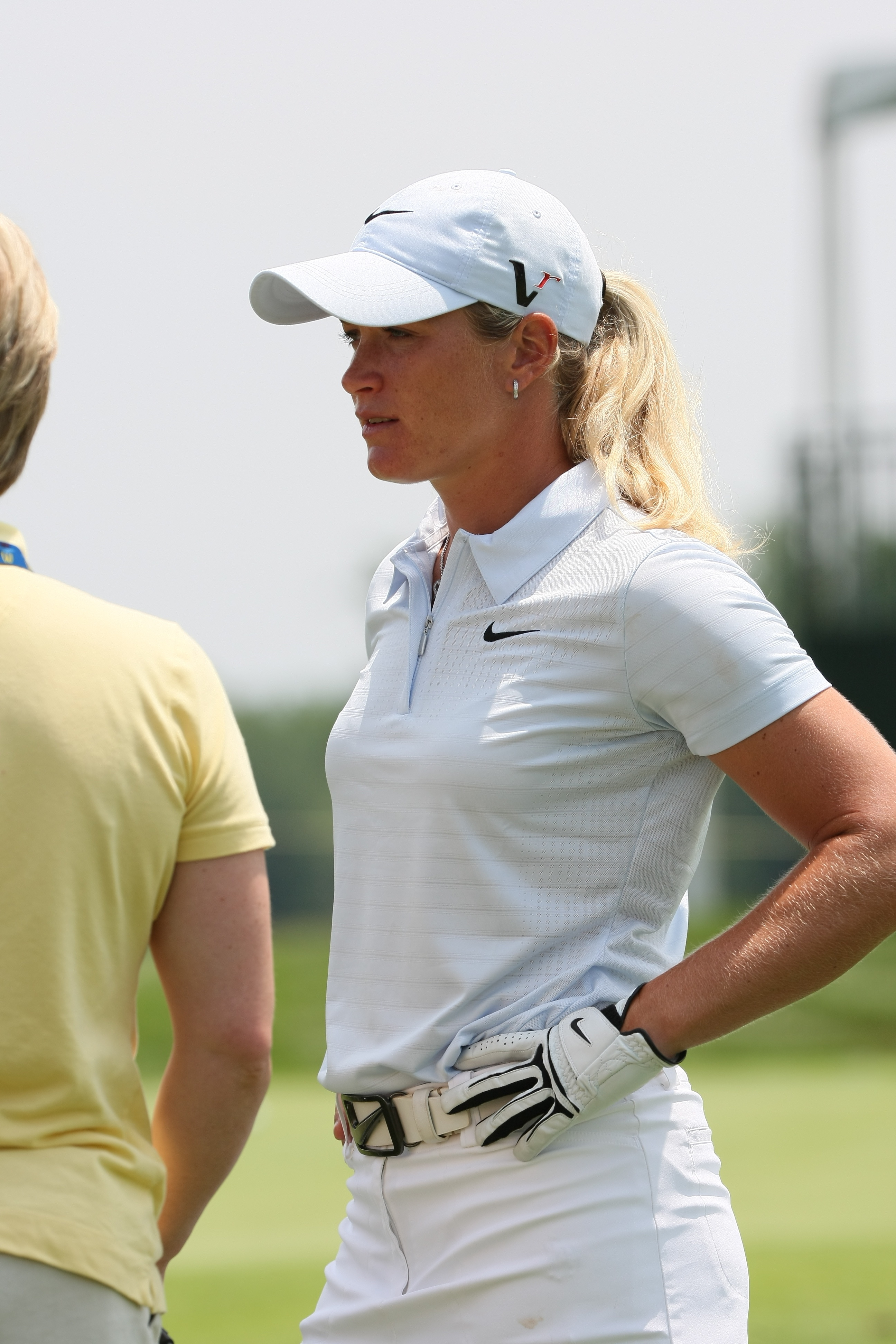
Suzann Pettersen

Po drugiej rundzie na czele tabeli znalazły się współliderka z poprzedniego dnia Pak Se-ri oraz Suzann Pettersen, która odrobiła 2 uderzenia straty. Obie zagrały 18 dołków bez żadnego bogeya, odpowiednio w 68 i 66 uderzeniach. Jee Young Lee spadła na trzecie miejsce ex aequo po rundzie 69 uderzeń. Towarzyszą jej tam trzy Amerykanki, wśród nich Kris Tamulis oraz utytułowana Szwedka Helen Alfredsson, która w piątek zagrała najlepszą z całej stawki rundę 63 uderzeń.
Cut po dwóch rundach został ustawiony na poziomie even i przeszło go 72. zawodniczki. Odpadły m.in. Laura Davies, aktualna mistrzyni Kraft Nabisco Championship Brittany Lincicome, Karrie Webb, Sophie Gustafson, broniąca tytułu Oh Ji-young oraz jedyna amatorka w stawce Candace Schepperle.
Njłatwiejszym dołkiem podczas drugiej rundy znowu był dołek nr 16, tym razem grany z jeszcze niższą średnią 4,33 uderzeń. Zrobiono na nim w piątek aż 16 eagle'i. Najtrudniejszy okazał się tym razem ostatni dołek, grany średnio 0,17 powyżej para.
| Miejsce | Zawodniczka      | Rundy     | Wynik |
| ------- | ---------------- | --------- | ----- |
| 1=      | Suzann Pettersen | 68-66=134 | -10   |
| 1=      | Pak Se-ri        | 66-68=134 | -10   |
| 3=      | Lee Jee-young    | 66-69=135 | -9    |
| 3=      | Moira Dunn       | 69-66=135 | -9    |
| 3=      | Kristy McPherson | 69-66=135 | -9    |
| 3=      | Kris Tamulis     | 67-68=135 | -9    |
| 3=      | Helen Alfredsson | 72-63=135 | -9    |

| Dołek   | 1    | 2    | 3    | 4    | 5    | 6    | 7    | 8    | 9    | 10   | 11   | 12   | 13   | 14   | 15   | 16   | 17   | 18   | Suma  |
| ------- | ---- | ---- | ---- | ---- | ---- | ---- | ---- | ---- | ---- | ---- | ---- | ---- | ---- | ---- | ---- | ---- | ---- | ---- | ----- |
| Par     | 5    | 3    | 4    | 4    | 3    | 5    | 4    | 4    | 4    | 4    | 4    | 4    | 5    | 3    | 4    | 5    | 3    | 4    | 72    |
| Średnia | 4,72 | 2,85 | 4,01 | 3,96 | 2,92 | 4,78 | 4,06 | 3,97 | 4,08 | 3,94 | 3,94 | 4,06 | 5,01 | 3,03 | 4,10 | 4,33 | 3,06 | 4,17 | 70,99 |

### Dzień 3.

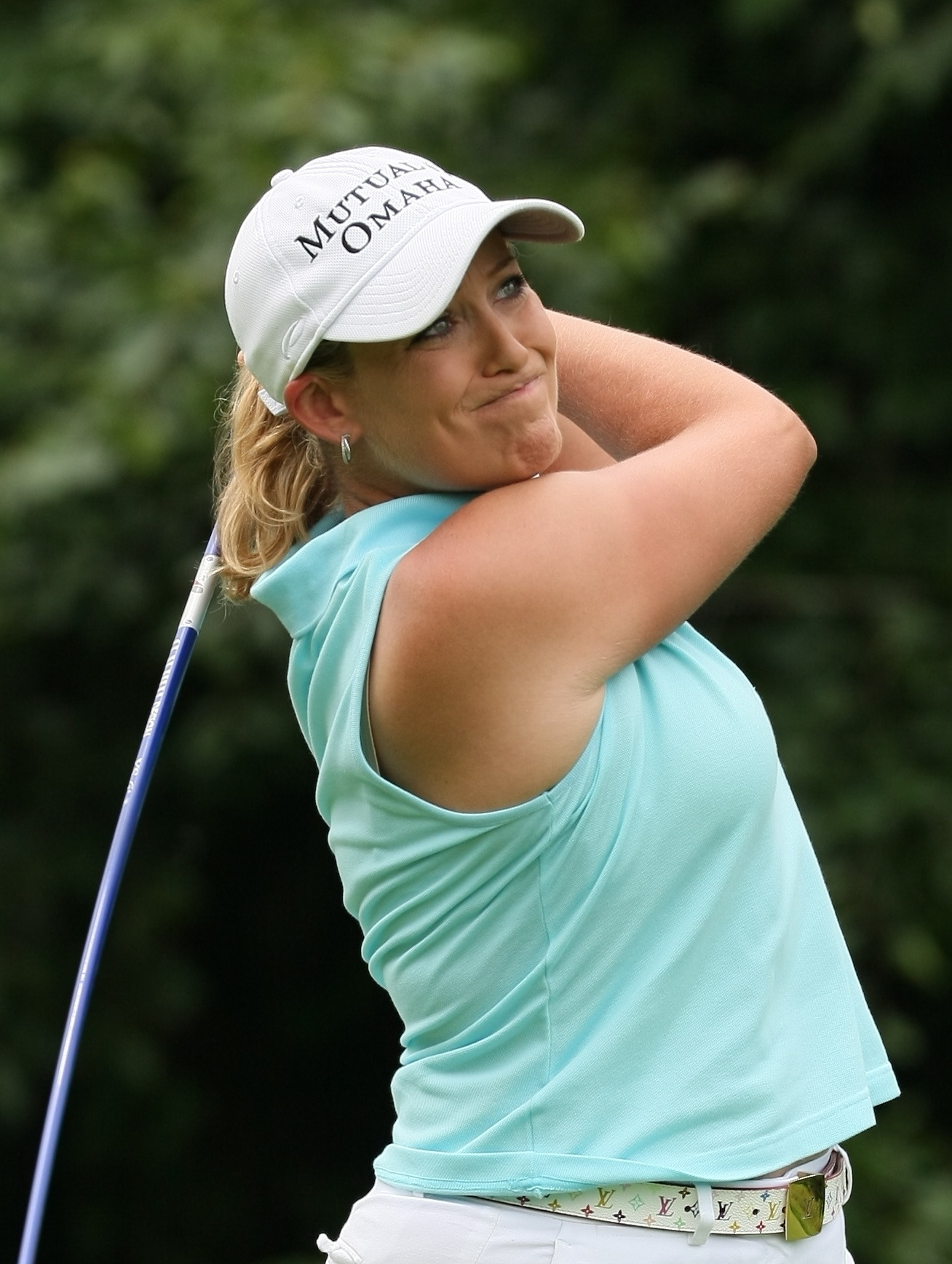
Cristie Kerr

Największy wpływ na wyniki trzeciej rundy miał silny wiatr, który pojawił się w jej trakcie. Nie tylko odzwierciedlił się on w podniesieniu średniej uzyskanych wyników do wartości 71,81 uderzeń, ale też wprowadził silną dysproporcję warunków, w których grały zawodniczki w zależności od pory, w której przebywały na polu.
Startująca do południa Ai Miyazato zagrała pierwszą dziewiątkę w 30 uderzeniach, potem jednak musiała się zadowolić dwoma birdie oraz bogeyem na ostatnim dołku. W sumie najlepsza tego dnia runda 65 uderzeń pozwoliła jej wspiąć się na czwarte miejsce. Startujące później zawodniczki z czołówki w przeważającej części musiały ciężko pracować na swój wynik. Zarówno Pettersen jak i Pak Se-ri zagrały w sobotę na even, a Alfredsson -1. Wyjątkiem okazały się dwie nowe liderki, Cristie Kerr – zdobywczyni U.S. Women's Open z 2007 roku oraz Kristy McPherson. Ich przewaga byłaby jeszcze większa, jednak obie straciły po dwa punkty na trzech ostatnich dołkach.
Najtrudniejszym dołkiem okazał się 17. par 3, dla którego średnia była aż o 0,43 wyższa od normy. Z kolei par 5 trzynasty dołek ze średnią 4,60 był najłatwiejszy.
| Miejsce | Zawodniczka      | Rundy        | Wynik |
| ------- | ---------------- | ------------ | ----- |
| 1=      | Cristie Kerr     | 69-69-66=204 | -12   |
| 1=      | Kristy McPherson | 69-66-69=204 | -12   |
| 3       | Jiyai Shin       | 69-67-69=205 | -11   |
| 4=      | Pak Se-ri        | 66-68-72=206 | -10   |
| 4=      | Kim In-kyung     | 69-68-69=206 | -10   |
| 4=      | Helen Alfredsson | 72-63-71=206 | -10   |
| 4=      | Suzann Pettersen | 68-66-72=206 | -10   |
| 4=      | Ai Miyazato      | 73-68-65=206 | -10   |
| 4=      | Angela Stanford  | 70-67-69=206 | -10   |
| 4=      | Amy Hung         | 71-66-69=206 | -10   |

| Dołek   | 1    | 2    | 3    | 4    | 5    | 6    | 7    | 8    | 9    | 10   | 11   | 12   | 13   | 14   | 15   | 16   | 17   | 18   | Suma  |
| ------- | ---- | ---- | ---- | ---- | ---- | ---- | ---- | ---- | ---- | ---- | ---- | ---- | ---- | ---- | ---- | ---- | ---- | ---- | ----- |
| Par     | 5    | 3    | 4    | 4    | 3    | 5    | 4    | 4    | 4    | 4    | 4    | 4    | 5    | 3    | 4    | 5    | 3    | 4    | 72    |
| Średnia | 4,75 | 2,83 | 3,97 | 3,94 | 3,04 | 4,61 | 4,04 | 4,00 | 4,35 | 3,88 | 4,03 | 3,68 | 4,60 | 3,15 | 4,38 | 4,81 | 3,43 | 4,32 | 71,81 |

### Dzień 4. (finał)

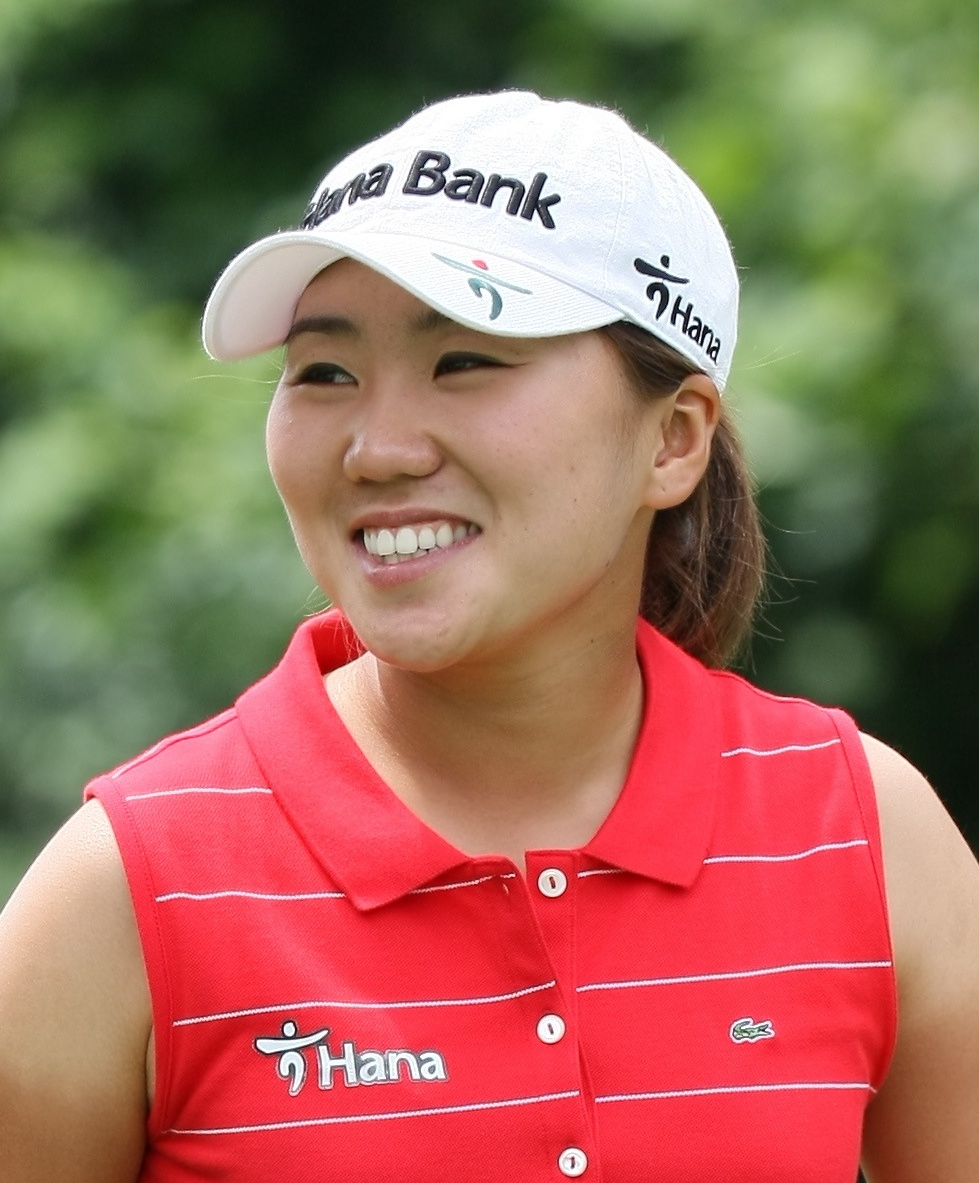
Kim In-kyung

Ostatniego dnia triumfowała Koreanka Kim In-kyung, która zagrała bardzo dobrą rundę 65 uderzeń w wyniku czego odrobiła dwa uderzenia straty do liderek z poprzedniego dnia i zakończyła z przewagą jednego punktu nad swoją utytułowaną rodaczką Pak Se-ri.
Dla Kim, która gra na LPGA od 2007 roku, było drugie zwycięstwo na tourze – poprzednio wygrała Longs Drugs Challenge w 2008. W pierwszej piątce znalazły się jeszcze dwie Koreanki: Han Hee-won oraz Lee Jee-young – liderka z pierwszego dnia. Do ich grona na trzecim miejscu ex aequo po rundzie 67 uderzeń dołączyła najwyżej uplasowana Amerykanka Angela Stanford.
Najlepszy wynik ostatniego dnia zagrała Ji Eun-hee. 63 uderzenia Koreanki (9 birdie) pozwoliły jej skończyć na szóstym miejscu ex aequo.
Statystycznie to finałowa runda ze średnią 69,57 najbardziej sprzyjała niskim wynikom. Najłatwiejszym był par 5 dołek nr 6, zaś najtrudniejszym ostatni – par 4, ze średnią odpowiednio 4,38 i 4,28 uderzeń.
| Miejsce | Zawodniczka     | Rundy           | Wynik |
| ------- | --------------- | --------------- | ----- |
| 1       | Kim In-kyung    | 69-68-69-65=271 | -17   |
| 2       | Pak Se-ri       | 66-68-72-66=272 | -16   |
| 3=      | Han Hee-won     | 69-69-70-65=273 | -15   |
| 3=      | Lee Jee-young   | 66-69-72-66=273 | -15   |
| 3=      | Angela Stanford | 70-67-69-67=273 | -15   |

| Dołek   | 1    | 2    | 3    | 4    | 5    | 6    | 7    | 8    | 9    | 10   | 11   | 12   | 13   | 14   | 15   | 16   | 17   | 18   | Suma  |
| ------- | ---- | ---- | ---- | ---- | ---- | ---- | ---- | ---- | ---- | ---- | ---- | ---- | ---- | ---- | ---- | ---- | ---- | ---- | ----- |
| Par     | 5    | 3    | 4    | 4    | 3    | 5    | 4    | 4    | 4    | 4    | 4    | 4    | 5    | 3    | 4    | 5    | 3    | 4    | 72    |
| Średnia | 4,75 | 2,93 | 3,92 | 4,04 | 2,86 | 4,38 | 3,88 | 3,79 | 4,22 | 3,72 | 3,90 | 3,68 | 4,57 | 3,18 | 4,12 | 4,49 | 2,86 | 4,28 | 69,57 |